# ریشارد شیمچاک
ریشارد شیمچاک (لهستانی: Ryszard Szymczak; ۱۴ دسامبر ۱۹۴۴ – ۷ دسامبر ۱۹۹۶) بازیکن فوتبال اهل لهستان بود.
از باشگاه‌هایی که در آن بازی کرده‌است می‌توان به باشگاه ورزشی گواردیا ورشو اشاره کرد.
وی به‌همراه تیم ملی فوتبال لهستان به مقام قهرمانی بازی‌های المپیک تابستانی ۱۹۷۲ دست پیدا کرده‌است.